# 枚方市歌
「枚方市歌」（ひらかたしか）は、日本の大阪府枚方市が制定した市歌である。作詞・辰己利郎、作曲・高木和夫。

## 解説
1947年（昭和22年）8月1日に市制を施行したことを記念し、歌詞を懸賞募集した。入選者の辰己利郎は奈良県在住で枚方市歌と同時期に地元の斑鳩町で町歌を作詞しており、他に郵政省制定の「幸を呼ぶ郵政」、愛知県の「豊橋市歌」、岐阜県の「高山市の歌」などの作品がある。作曲者の高木和夫は宝塚音楽学校の教員で、12年後には隣の「寝屋川市歌」も手掛けている。曲の完成後、10月30日に市章と市歌を定める議案を市議会に提出し、即日可決された。
2番で大阪と京都の中間に挟まれた地勢を強調する歌詞はほぼ同時に制定された「高槻市歌」と共通しているが、1番では文禄年間に御茶屋御殿を建てさせた市にゆかりのある人物として豊臣秀吉（豊公）を取り上げている。
枚方市役所では「年始式、公立学校の卒業式などで歌われる」としている。1980年代には成人式でレコードを配布したこともあったが「ポピュラーでない」として、市民の間では「枚方音頭」の方がメジャーな存在であったという。枚方市に関連する市歌以外の楽曲としては、1983年（昭和58年）の市制35周年で作成された「枚方賛歌」（作詞：足立十郎、作曲・編曲：奥村貢）、2019年（令和元年）発表で日本経済新聞社主催の「NIKKEI全国社歌コンテスト」で2023年（令和5年）に最優秀賞を獲得した市テーマソング「この街が好き」（作詞：上田和寛、作曲・編曲：杉山勝彦）がある。